# Серёжа (фильм)
«Серёжа» — советский художественный фильм 1960 года, дебютная полнометражная работа режиссёров Игоря Таланкина и Георгия Данелии по одноимённой повести Веры Пановой.

## Сюжет
Мама пятилетнего Серёжи вышла замуж, и теперь Дмитрий Корнеевич Коростелёв стал его папой. Мальчик так и называет его по фамилии — Коростелёв, так как отчим становится лучшим другом, который помогает мальчику решать маленькие, но очень важные проблемы. Серёжа чувствует, что взрослый человек воспринимает его самостоятельной личностью, может общаться с ним на равных, уважает его мысли и поступки. Коростелёв воплощает самую большую мечту мальчика: покупает велосипед. Когда же в семье ожидается рождение ребёнка, Коростелёв с Серёжей советуется и обсуждает планы.
Появившийся маленький брат Лёня переключает на себя всё мамино внимание и заботы, и Серёжа начинает чувствовать себя одиноким и заброшенным. К тому же осенью Серёжа заболел и проболел до зимы, ему приходится все время сидеть дома и скучать, на улицу к друзьям его не выпускают. Но Коростелёв, будучи занятым человеком, всё же поддерживает его, привозит новую игрушку, находит время на общение с мальчиком. Внезапно всё в жизни меняется — Коростелёв получает назначение и должен ехать на новое место работы в далёкий город Холмогоры. Серёжа, узнав эту новость, радостно мечется по дому, собирая свои игрушки и вещи. Тем не менее взрослые прячут от него глаза, так как он должен остаться, ведь он долго болел, мать боится везти его зимой в Холмогоры, считая, что лучше ему до весны пожить на старом месте, со стариками, которые когда-то заменили его матери родителей. Серёжа страдает, плача, просится ехать с ними, все уговоры и доводы матери на него не действуют, он понимает только, что они уедут, да ещё и с малышом Лёней, оставив его, он не верит, что его потом тоже заберут в Холмогоры. Горькая обида сжимает сердце мальчика, в момент прощания во дворе он молча поворачивается и уходит в дом. Но неожиданно всё счастливым образом разрешается — Коростелёв не выдержал трагизма этой сцены, понял, что нельзя оставлять ребёнка. Коростелёв кричит из машины, что Серёжа едет с ними, беря на себя ответственность за всё, как настоящий отец и глава семьи. Серёжа счастлив — ведь он едет в Холмогоры!

## История создания
Режиссёрский сценарий был собственноручно написан Игорем Таланкиным, а Георгий Данелия сделал к нему раскадровку: нарисовал 505 кадров будущего фильма. Перед началом работы режиссёры условились, что всё делают вместе; при этом право вето на то или иное решение имеет каждый из них, но — через день.
Изначально на роль Коростелёва был приглашён другой актёр. Тем не менее худсовет объединения его не утвердил, порекомендовав обратиться к Сергею Бондарчуку. Молодые режиссёры не верили, что Бондарчук согласится сниматься у дебютантов, но Сергей Фёдорович, прочитав сценарий, сказал, что роль ему понравилась.
Начало съёмок было намечено на сентябрь 1959 года. Поскольку действие картины происходит летом, решено было построить декорации в Краснодаре, где осенью много солнечных дней.

## В ролях
| Актёр                     | Роль                                                                     |
| ------------------------- | ------------------------------------------------------------------------ |
| Борис Бархатов            | Серёжа                                                                   |
| Сергей Бондарчук          | директор совхоза «Ясный берег» Дмитрий Корнеевич Коростелёв отчим Серёжи |
| Ирина Скобцева            | сельская учительница Марьяна мать Серёжи                                 |
| Сергей Метелицын          | Васька Чумаченко                                                         |
| Юрий Козлов               | Женька                                                                   |
| Любовь Соколова           | Полина Чумаченко мать Васьки                                             |
| Василий Меркурьев         | капитан дальнего плавания дядя Костя брат Полины                         |
| Александра Панова         | соседка Марьяны тётя Паша                                                |
| Николай Сергеев           | бухгалтер Лукьяныч                                                       |
| Кларина Фролова-Воронцова | тётя Женьки                                                              |
| Алексей Доценко           | Шурик                                                                    |
| Наталья Чечёткина         | Лидка                                                                    |
| Валентин Брылеев          | проситель                                                                |
| Вячеслав Бровкин          | дядя Петя                                                                |
| Павел Винник              | продавец игрушек                                                         |
| Маргарита Жарова          | доярка Надя Иванова                                                      |
| Пётр Кирюткин             | колхозник в клубе                                                        |
| Евгений Кудряшёв          | киномеханик Алексей                                                      |

## Съёмочная группа
- Режиссёры — Георгий Данелия, Игорь Таланкин
- Сценаристы — Вера Панова, Игорь Таланкин, Георгий Данелия
- Оператор-постановщик — Анатолий Ниточкин
- Художник-постановщик — Валерия Нисская
- Композитор — Борис Чайковский
- Звукорежиссёр — Лев Трахтенберг
- Директор картины — Виктор Циргиладзе

## Награды
- Лучший фильм 1960 года по опросам журнала «Советский экран».
- Карловы Вары — 1960 г.
- Стратфорд (англ. Stratford Shakespeare Festival) — 1961 г.
- Ванкувер[англ.] (англ. Vancouver International Film Festival) — 1961 г.
- Салоники (англ. International Thessaloniki Film Festival) — 1961 г.

## Видео
С 1990 года фильм выпущен на видеокассетах кинообъединением «Крупный план».